# Hits of the 50's
| Recensione   | Giudizio   |
| ------------ | ---------- |
| AllMusic     | [ 3 ]      |
| Sputnikmusic | 3.1 (Good) |

Hits of the 50's è un album discografico del cantante statunitense Sam Cooke, pubblicato dalla casa discografica RCA Victor Records nell'agosto del 1960.

## Tracce

### LP
Lato A
1. Hey There – 2:32 (Richard Adler, Jerry Ross) – Registrato il 23 marzo 1960 al RCA Victor Studios di New York, NY.
2. Mona Lisa – 2:34 (Jay Livingston, Ray Evans) – Registrato il 23 marzo 1960 al RCA Victor Studios di New York, NY.
3. Too Young – 2:08 (Sylvia Dee, Sidney Lippman) – Registrato il 23 marzo 1960 al RCA Victor Studios di New York, NY.
4. The Great Pretender – 3:02 (Buck Ram) – Registrato il 24 marzo 1960 al RCA Victor Studios di New York, NY.
5. You, You, You – 2:45 (Lotar Olias, Robert Mellin) – Registrato il 24 marzo 1960 al RCA Victor Studios di New York, NY.
6. Unchained Melody – 3:24 (Hy Zaret, Alex North) – Registrato il 23 marzo 1960 al RCA Victor Studios di New York, NY.

Lato B
1. The Wayward Wind – 3:10 (Herb Newman, Stanley Lebowsky) – Registrato il 24 marzo 1960 al RCA Victor Studios di New York, NY.
2. Secret Love – 2:46 (Paul Francis Webster, Sammy Fain) – Registrato il 23 marzo 1960 al RCA Victor Studios di New York, NY.
3. The Song from Moulin Rouge – 2:30 (William Engvick, Georges Auric) – Registrato il 23 marzo 1960 al RCA Victor Studios di New York, NY.
4. I'm Walking Behind You – 2:45 (Billy Reid) – Registrato il 23 marzo 1960 al RCA Victor Studios di New York, NY.
5. Cry – 2:13 (Churchill Kohlman) – Registrato il 24 marzo 1960 al RCA Victor Studios di New York, NY.
6. Venus – 2:53 (Ed Marshall) – Registrato il 24 marzo 1960 al RCA Victor Studios di New York, NY.[5]

## Musicisti
Hey There / Mona Lisa / Too Young / Unchained Melody / Secret Love / The Song from Moulin Rouge / I'm Walking Behind You
- Sam Cooke - voce solista
- Glenn Osser - conduttore orchestra
- Al Casamenti - chitarra
- Barry Galbraith - chitarra
- Charles Macey - chitarra
- Clifton White - chitarra
- Andy Ackers - piano
- James Buffington - corno francese
- Julius Baker - flauto
- Eddie Costa - vibrafono
- Gloria Agostini - arpa
- Lloyd Trotman - contrabbasso
- Bunny Shawker - batteria

The Great Pretender / You, You, You / The Wayward Wind / Cry / Venus
- Sam Cooke - voce solista
- Glenn Osser - conduttore orchestra
- Arthur Ryerson - chitarra
- Clifton White - chitarra
- Billy Rowland - piano
- James Buffington - corno francese
- Anthony Miranda - corno francese
- Jerome Weiner - flauto
- Gloria Agostini - arpa
- Laura Newell - arpa
- Lloyd Trotman - contrabbasso
- Bunny Shawker - batteria
- George Gaber - percussioni[5]

Note aggiuntive
- Hugo & Luigi (Hugo Peretti e Luigi Creatore) - produttori, note retrocopertina album originale
- Orchestra condotta da Glenn Osser
- Registrazioni effettuate al RCA Victor's Studio B di New York City, New York
- Bob Simpson - ingegnere delle registrazioni
- Michel Duplaix - foto copertina album originale[7]